# علف خوک والاس
علف خوک والاس (نام علمی: Selaginella wallacei) نام یک گونه از سرده علف خوک است.